# La camicetta rumena
La camicetta rumena (La blouse roumaine) è un dipinto a olio su tela (92x72 cm) realizzato nel 1940 dal pittore francese Henri Matisse.
Conservato nel Centre Pompidou di Parigi, il quadro segna una svolta in virtù di uno stile più spoglio e meno elaborato.
La donna è dipinta da vicino e sembra che le maniche tocchino la tela, mentre la testa e la gonna sono "tagliate" dalla cornice.